# Afrotridactylus pallidus
Afrotridactylus pallidus är en insektsart som först beskrevs av Lucien Chopard och Callan 1956.  Afrotridactylus pallidus ingår i släktet Afrotridactylus och familjen Tridactylidae. Inga underarter finns listade i Catalogue of Life.